# Чемпіонат Хорватії з хокею
Чемпіонат Хорватії з хокею (хорв. Prvenstvo Hrvatske u hokeju na ledu) — хокейний дивізіон Хорватії.

## Історія
Чемпіонат Хорватії з хокею проводиться з 1991 року після виходу хорватських клубів з Югославської хокейної лігі. Основу нового чемпіонату склали столичні команди «Младость», «Загреб» і «Медвещак», а також клуб із Сисака.
Згодом хорватські клуби виступали в Слохокей лізі. У сезоні 2013/14 провідний клуб Хорватії «Медвещак» виступав у EBEL, а згодом і в Континентальній хокейній лізі. Таким чином з сезону 2012/13 в чемпіонаті бере участь другий склад «Медвещака», а також два столичних клуби, і по одній команді з Сісака і Делнице.

## Чемпіони
- 1991–92 – Загреб
- 1992–93 – Загреб
- 1993–94 – Загреб
- 1994–95 – Медвещак
- 1995–96 – Загреб
- 1996–97 – Медвещак
- 1997–98 – Медвещак
- 1998–99 – Медвещак
- 1999–2000 – Медвещак
- 2000–01 – Медвещак
- 2001–02 – Медвещак
- 2002–03 – Медвещак
- 2003–04 – Медвещак
- 2004–05 – Медвещак
- 2005–06 – Медвещак
- 2006–07 – Медвещак
- 2007–08 – Младость
- 2008–09 – Медвещак
- 2009–10 – Медвещак ІІ
- 2010–11 – Медвещак
- 2011–12 – Медвещак
- 2012–13 – Медвещак ІІ
- 2013–14 – Медвещак ІІ
- 2014–15 – Медвещак ІІ
- 2015–16 – Медвещак ІІ
- 2016–17 – Медвещак ІІ
- 2017–18 – Медвещак ІІ
- 2018–19 – Загреб
- 2019–20 – Скасовано через пандемію COVID-19
- 2020–21 – Младость
- 2021–22 – Сисак
- 2022–23 – Загреб
- 2023–24 – Сисак
- 2024–25 – Сисак

## Клуби та титули
| Титули | Клуб     | Сезони |
| ------ | -------- | --- |
| 22     | Медвещак | 1995, 1997, 1998, 1999, 2000, 2001, 2002, 2003, 2004, 2005, 2006, 2007, 2009, 2010, 2011, 2012, 2013, 2014, 2015, 2016, 2017, 2018 |
| 6      | Загреб   | 1992, 1993, 1994, 1996, 2019, 2023                                                                                                 |
| 3      | Сисак    | 2022, 2024, 2025 |
| 2      | Младость | 2008, 2021 |